# Marie Wegener

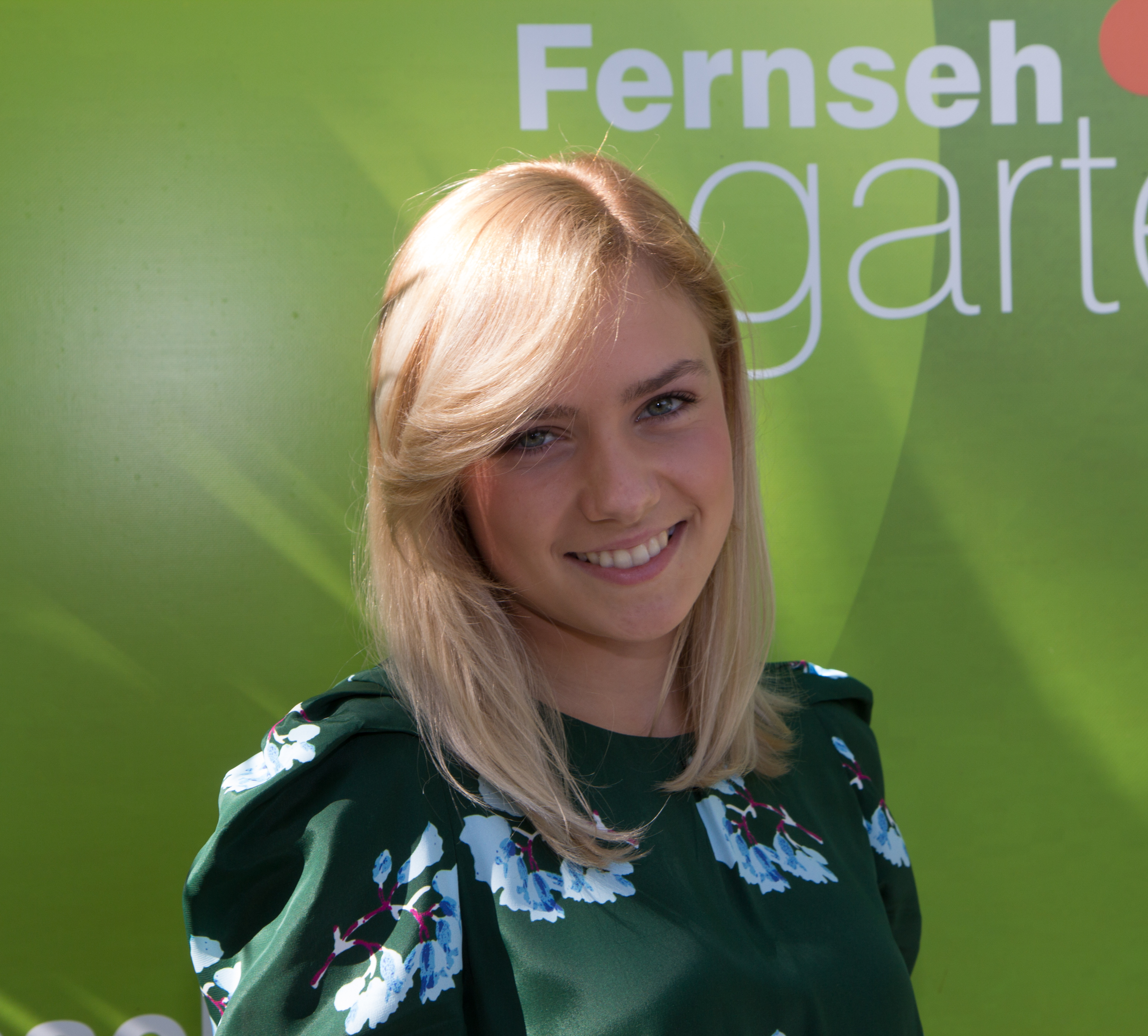
Marie Wegener, 2018

Marie Wegener (Duisburg, 6 juli 2001) is een Duitse zangeres. In 2018 was ze de winnaar van de talentenjacht Deutschland sucht den Superstar.

## Biografie
Wegener woont bij haar ouders en tweelingbroer in Duisburg. In 2013 nam ze deel aan het eerste seizoen van RTL's The Voice Kids en werd uitgeschakeld in de Battle Round tegen de uiteindelijke winnaar Michèle Bircher.
In mei 2018 won ze het 15e seizoen van de talentenjacht Deutschland sucht den Superstar (DSDS) met 64% van de publieksstemmen. De 16-jarige Wegener kreeg als jongste winnaar tot dan toe een platendeal en 100.000 euro. Haar winnende lied Königlich werd geschreven door Dieter Bohlen. In juni 2018 kwam haar eerste album Königlich uit, het album kwam op nummer 7 in de Duitse hitlijsten terecht.
In juni 2018 en januari 2019 ontving ze een smago!Award als jongste DSDS-winnaar aller tijden en voor de singlehit van het jaar 2018. In 2019 studeerde ze af aan het Steinbart-Gymnasium in Duisburg. In juni en juli 2019 begeleidde ze Andreas Gabalier als voorprogramma tijdens zijn stadiontour door Duitsland.
In september 2019 kwam haar tweede album Countdown uit, dat op nummer 20 in de Duitse hitparade kwam. Van december 2019 tot begin februari 2020 was ze te zien in de musical Die Schöne und the Beast in de hoofdrol van Bella tijdens een tournee door Duitsland, Oostenrijk en Zwitserland.

## Discografie

### Studio-albums
- Königlich
- Countdown

### Singles
- 2016: Königlich
- 2013: Christmas Morning[8]
- 2017: Ich wohne in deinem Herzen[9]
- 2018: Du bist der, der mein Herz versteht (feat. MC Bilal), Electrola[10]
- 2019: Countdown
- 2019: Immer für dich da